# 皮埃爾·蓋斯利
皮埃爾·蓋斯利（法語：Pierre Gasly，1996年2月7日—），法國賽車手，現時效力於阿爾派車隊。蓋斯利為2014年雷諾方程式3.5系列賽亞軍及2016年GP2系列賽冠軍。他在2017年馬來西亞大獎賽首度登上一級方程式賽車賽場。2019賽季他升上紅牛一隊，在該年季中被下放至原本的紅牛二隊，隨後於巴西站獲得分站亞軍。2020年意大利大奖赛，蓋斯利奪得生涯首座分站冠軍。

## 个人生活
皮埃尔·嘉斯利在1996年2月7日出生于法国鲁昂，是让-雅克（Jean-Jacques）和帕斯卡（Pascale）最小的儿子。他的家族对赛车运动都充满热情。他的祖父让·嘉斯利（Jean Gasly）在1961年进入过法国卡丁车队，他的祖母伊芙琳（Évelyne）在1960年代曾是诺曼底大区的卡丁车冠军。他的父亲让-雅克也曾获得诺曼底大区的卡丁车冠军，并在之后涉足过拉力赛和耐力赛。他的两个哥哥也都是卡丁车手。嘉斯利与法国车手安托万·于贝尔、摩纳哥车手夏尔·勒克莱尔都是挚友。他于2020年搬到了意大利米兰。他能操流利法語、英語和義大利語。

## 職業生涯

### 卡丁車
蓋斯利在2006年初次駕駛卡丁車，並在法國迷你錦標賽（French Minime Championship）中取得第15名，接著在次年便取得第4名。他在2008年升級至法國少年錦標賽（French Cadet Championship），並獲得第4名，到了2009年更是前進到國際賽事。他進入了KF3小型賽車級別，直到在2010年CIK-FIA歐洲KF3小型賽車錦標賽拿下亞軍後，便轉往雷諾方程式系列。

### 雷諾方程式

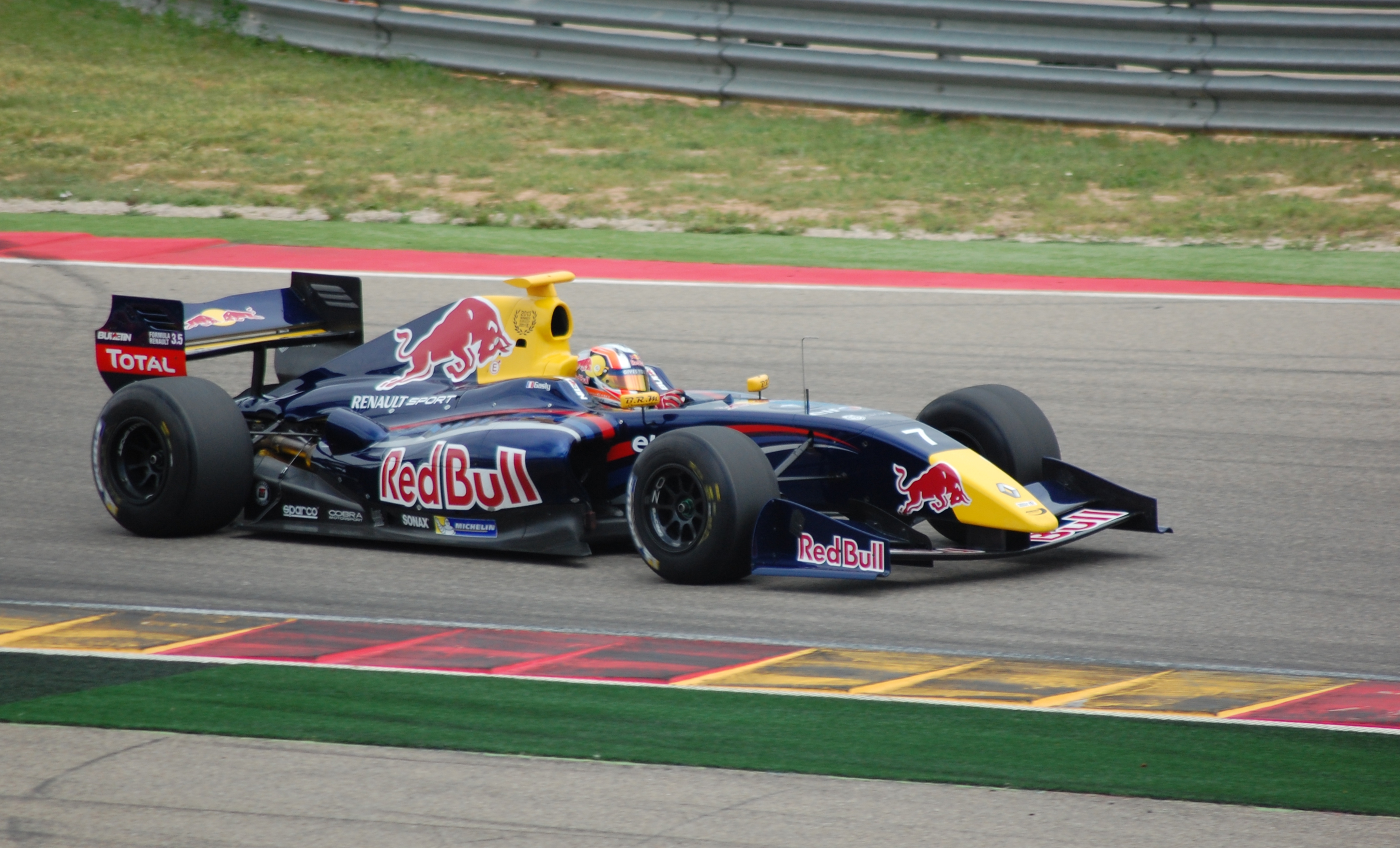
皮埃爾·蓋斯利於阿拉貢賽道，攝於2014年

蓋斯利在2011年首次駕駛方程式賽車，參加法國F4錦標賽1.6升級別。他最終落後他之後在歐洲盃的對手馬修·瓦克西埃和安德烈亞·匹茲拓拉，獲得季軍並站上7次頒獎台，包括在斯帕、阿爾比和萊卡斯泰萊贏得冠軍。
蓋斯利在2012年轉往2升等級雷諾方程式，加入R-ace GP車隊參加雷諾方程式2.0歐洲盃。他最終取得第10名，共有6次取得積分，包括在斯帕和紐伯林站上頒獎台。他同時也以R-ace GP車隊車手身分參與雷諾方程式2.0北歐盃，共有7次出賽，並在紐柏林站上頒獎台。
蓋斯利在2013年轉往效力Tech 1車隊。五度站上頒獎台，並在莫斯科、匈牙利和萊卡斯泰萊贏得冠軍。他在最後位於加泰隆尼亞賽道的分站前，以11分領先亞軍奧利弗·羅蘭，最終蓋斯利以第3和第6名結束，並取得冠軍頭銜；羅蘭在第二次比賽中於首圈與蓋斯利發生碰撞，而受罰限速通過維修站。
2014年，蓋斯利轉戰雷諾方程式3.5系列賽，效力於紅牛少年車隊開發計畫下的雅頓車隊。他在17次出賽中取得8次頒獎台完賽，最終以亞軍的成績結束此賽季，敗給了同為紅牛少年車手的小卡洛斯·塞恩斯，在17場出賽中8度站上頒獎台。

### GP2系列賽
蓋斯利在2014年蒙札的義大利大獎賽墊場賽，頂替卡特漢姆車手湯姆·迪爾曼初登場GP2系列賽。之後，他參與了DAMS的季後測試，並在2015年1月8日和這支法國車隊簽約，將與威廉斯車隊開發車手艾力克斯·林恩搭檔。蓋斯利在本賽季的過程並不順遂，雖然曾奪下3座桿位並4度登上頒獎台，但巴林、斯帕及亞斯碼頭卻遭遇撞車退賽，最終在車手積分榜上名列第八，落後隊友林恩兩個名次。
2016年1月，蓋斯利轉隊至普瑞馬車隊，與曾奪下2015年國際汽車聯盟歐洲三級方程式錦標賽亞軍的GP2新秀安東尼奧·焦維納齊搭檔。隊友間的世界冠軍爭奪戰，直到賽季收官站亞斯碼頭才畫下句點，蓋斯利在此站以第9名完賽，而其隊友焦維納齊則拿下第6名，意味在積分榜上持有219分的蓋斯利以8分之差擊敗隊友，成為2016年GP2系列賽冠軍。蓋斯利也成為繼2011年的羅曼·格羅斯讓後，首位贏得GP2系列賽的法國車手。

### 一級方程式賽車
2015年9月30日，紅牛車隊宣布蓋斯利將成為該隊旗下的儲備車手。

#### 紅牛第二車隊（2017年馬來西亞大獎賽－2018年）
2017年9月26日，紅牛二隊宣布蓋斯利將在馬來西亞站開始頂替丹尼爾·科維亞特的席位，完成一級方程式賽車初登場。
他在馬來西亞站及日本站分別以14及13名完賽；原先預期蓋斯利將會接下小卡洛斯·塞恩斯自美國站開始轉隊至雷諾車隊後而空出的席位，但他將為了參加超級方程式的決賽輪而缺席一場。蓋斯利在下一站的墨西哥站歸來，並與紐西蘭車手布蘭登·哈特利搭檔出賽完成接下來的賽季。
2017年11月16日，車隊證實蓋斯利與哈特利將是2018年賽季的正式車手。
在巴林站，蓋斯利以第6位完成排位賽，後因為路易斯·漢米爾頓的懲罰而在正賽以第5位出發；他最終以第4名完賽，獲得生涯首個積分。在下一站的中國站，蓋斯利與隊友哈特利因為"溝通不順"而發生碰撞，並因此受到10秒加時懲罰。
蓋斯利在後續賽季完成了四次積分圈完賽，為摩納哥站的第7名、匈牙利站的第6名、比利時站的第9名，以及墨西哥站的第10名；最終蓋斯利以29分積分位居車手排行榜第15名，輕易的勝過了隊友(4分、第19名)。

#### 紅牛车队（2019年－2019年匈牙利大奖赛）
2018年8月20日，紅牛車隊宣布蓋斯利將在2019年賽季升格、與馬克斯·維斯塔潘搭檔出賽，接下丹尼爾·里卡多轉隊至雷諾車隊後留下的席位。
蓋斯利與這年度的紅牛戰駒RB15適應不良，時常無法配合跟上維斯塔潘的節奏，排位賽成績僅在加拿大站勝過維斯塔潘一次、且是因為維斯塔潘受到紅旗干擾而無法完成有效圈的關係。蓋斯利在中國站及摩納哥站都取得最快圈速，也取得額外積分(分別以第6及第5名完賽)。
蓋斯利最好的成績在英國站，在維斯塔潘與賽巴斯蒂安·維特爾的碰撞事故中得利、以第四名完賽；在匈牙利站蓋斯利被維斯塔潘套圈，他的壓力實際上是越來越大，如果他落後的距離足夠近的話，他甚至可以避免隊友被梅賽德斯的路易斯·漢米爾頓超越而失去勝利。

#### 紅牛第二車隊（2019年比利時大獎賽－2019年）
皮埃尔在下放回红牛二队后，表现比此前在红牛车队更加稳定，在巴西大奖赛上，他在比赛最后一圈阻挡住六冠王刘易斯·汉密尔顿的进攻获得亚军，其生涯首次登上一级方程式的领奖台。

#### 阿尔法托利车队（2020年－2022年）
2020年9月6日，蓋斯利在2020年義大利大獎賽贏得了他職業生涯中的第一場分站冠軍，同时也成为自1996年摩纳哥大奖赛获胜的奥利维耶·潘尼斯之后首个赢得分站冠军的法国车手。
2020年10月，艾法托利宣布与蓋斯利续约至2021赛季。
2021年6月6日，蓋斯利在2021年阿塞拜疆大奖赛奪得季軍，這是他第三次登上頒獎台。
2021年9月7日，艾法托利宣布加斯利及角田裕毅續約至2022年。賽季結束後，加斯利在車手榜中以第9名完成。

#### 阿尔派车队（2023年－至今）
2022年10月8日，阿尔派车队宣布签约嘉斯利，他将于2023年加入阿尔派车队作为正式车手出赛；而他也将与埃斯特班·奥康组成全法国车手阵容。
2023年荷兰大奖赛上，加斯利在比赛后段的雨战中抓住机会获得了季军，是他加盟阿尔派之后的首个领奖台。

### 日本超級方程式
蓋斯利於2017年2月加入無限車隊，駕駛紅牛贊助的本田賽車出戰2017年超級方程式錦標賽。

### 電動方程式

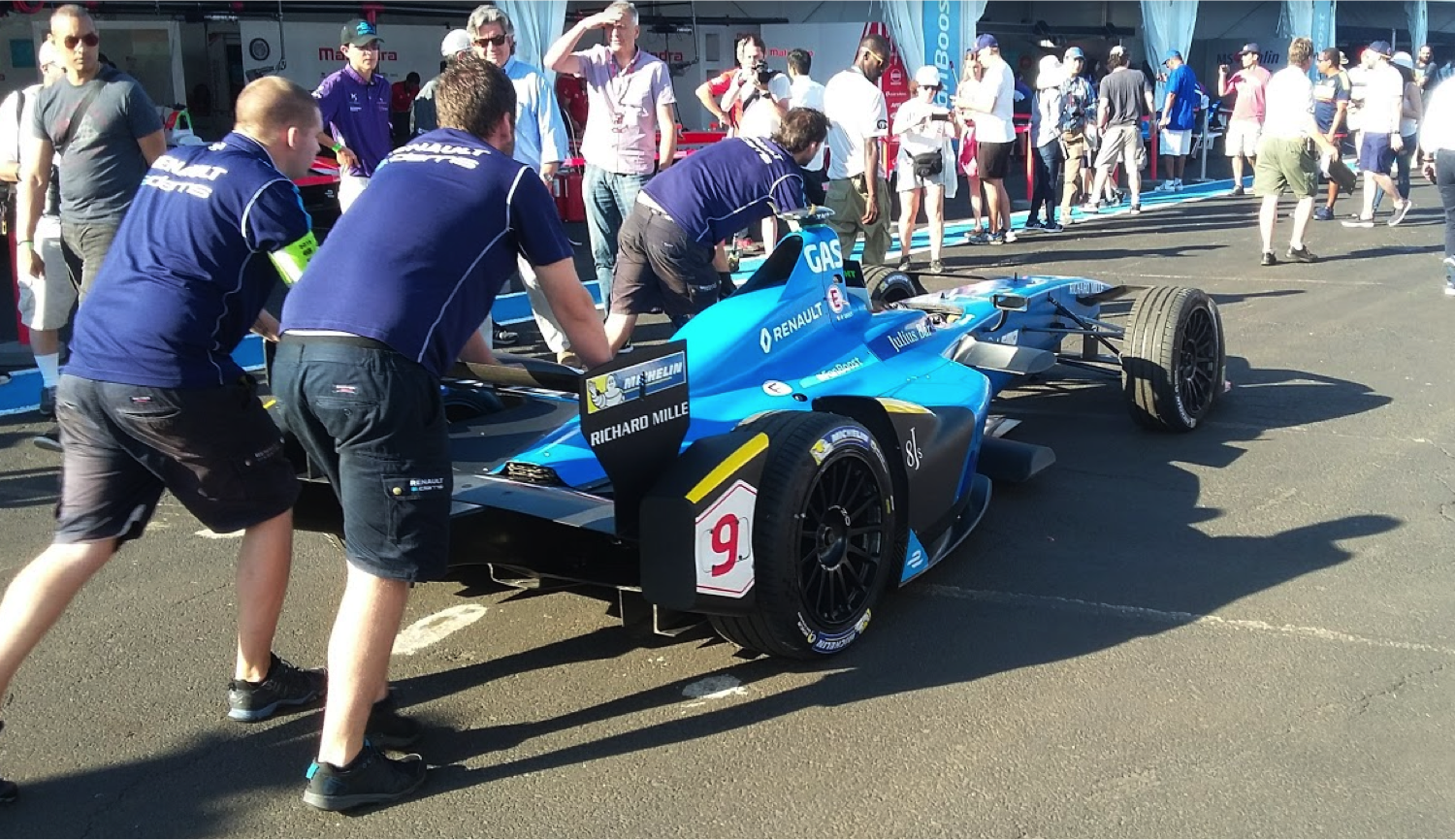
蓋斯利所駕駛的電動方程式車輛

2017年7月，雷諾e.Dams宣布由於塞巴斯蒂安·布米將前往參加2017年國際汽聯世界耐力錦標賽，無法參賽紐約電動大獎賽，因此他的席位將由蓋斯利頂替上場。在比賽週末的首回合期間，蓋斯利從差勁的第19名排位出發，首次登場便以第7名的成績完賽。蓋斯利在次回合的最後一彎為了爭奪第3名而撞牆，僅能駕著嚴重受損的車輛以第4名的成績衝線，差些便能登上頒獎台。

## 賽車生涯成績

### 職業生涯摘要
| 賽季      | 賽事                 | 車隊                 | 出賽     | 分站冠軍 | 桿位     | 最快圈速 | 頒獎台   | 積分     | 名次     |
| --------- | -------------------- | -------------------- | -------- | -------- | -------- | -------- | -------- | -------- | -------- |
| 2011年    | 法國F4錦標賽         | Autosport Academy    | 14       | 4        | 2        | 1        | 7        | 104      | 季軍     |
| 2012年    | 雷諾方程式2.0歐洲盃  | R-Ace GP             | 14       | 0        | 1        | 0        | 2        | 32       | 第10     |
| 2012年    | 雷諾方程式2.0北歐盃  | R-Ace GP             | 7        | 0        | 0        | 0        | 1        | 78       | 第23     |
| 2013年    | 雷諾方程式2.0歐洲盃  | Tech 1車隊           | 14       | 3        | 4        | 2        | 8        | 195      | 冠軍     |
| 2013年    | 雷諾方程式2.0 ALPS盃 | Tech 1車隊           | 6        | 0        | 0        | 0        | 3        | 72       | 第6      |
| 2014年    | 雷諾方程式3.5系列賽  | 雅頓車隊             | 17       | 0        | 1        | 3        | 8        | 192      | 亞軍     |
| 2014年    | GP2系列賽            | 卡特漢姆車隊         | 6        | 0        | 0        | 0        | 0        | 0        | 第29     |
| 2015年    | GP2系列賽            | DAMS                 | 21       | 0        | 3        | 1        | 4        | 110      | 第8      |
| 2015年    | 一級方程式賽車       | 英菲尼迪紅牛車隊     | 測試車手 | 測試車手 | 測試車手 | 測試車手 | 測試車手 | 測試車手 | 測試車手 |
| 2016年    | GP2系列賽            | 普瑞馬車隊           | 22       | 4        | 5        | 4        | 9        | 219      | 冠軍     |
| 2016年    | 一級方程式賽車       | 紅牛車隊             | 測試車手 | 測試車手 | 測試車手 | 測試車手 | 測試車手 | 測試車手 | 測試車手 |
| 2016–17年 | 電動方程式           | 雷諾e.Dams           | 2        | 0        | 0        | 0        | 0        | 18       | 第16     |
| 2017年    | 一級方程式賽車       | 紅牛第二車隊         | 5        | 0        | 0        | 0        | 0        | 0        | 第21     |
| 2017年    | 一級方程式賽車       | 紅牛車隊             | 測試車手 | 測試車手 | 測試車手 | 測試車手 | 測試車手 | 測試車手 | 測試車手 |
| 2017年    | 超級方程式           | 無限車隊             | 7        | 2        | 0        | 0        | 3        | 33       | 亞軍     |
| 2018年    | 一級方程式賽車       | 紅牛第二車隊         | 21       | 0        | 0        | 0        | 0        | 29       | 第15     |
| 2019年    | 一級方程式賽車       | 奧斯頓·馬丁红牛車队  | 12       | 0        | 0        | 2        | 0        | 95       | 第7      |
| 2019年    | 一級方程式賽車       | 本田紅牛第二車隊     | 9        | 0        | 0        | 0        | 1        | 95       | 第7      |
| 2020年    | 一級方程式賽車       | 阿尔法托利车队       | 17       | 1        | 0        | 0        | 1        | 75       | 第10     |
| 2021年    | 一級方程式賽車       | 阿尔法托利车队       | 22       | 0        | 0        | 1        | 1        | 110      | 第9      |
| 2022年    | 一級方程式賽車       | 阿尔法托利车队       | 22       | 0        | 0        | 0        | 0        | 23       | 第14     |
| 2023年    | 一級方程式賽車       | 倍世淨水阿爾卑F1車隊 | 22       | 0        | 0        | 0        | 0        | 62       | 第11     |
| 2024年    | 一級方程式賽車       | 倍世淨水阿爾卑F1車隊 | 24       | 0        | 0        | 0        | 1        | 42       | 第10     |

* 賽季進行中。

### 雷諾方程式3.5系列賽成績
（圖例） 粗體表示桿位起跑，斜體表示最快圈速
| 年份   | 車隊     | 1        | 2        | 3          | 4        | 5          | 6        | 7        | 8           | 9        | 10          | 11         | 12         | 13         | 14             | 15           | 16         | 17         | 名次 | 積分 |
| ------ | -------- | -------- | -------- | ---------- | -------- | ---------- | -------- | -------- | ----------- | -------- | ----------- | ---------- | ---------- | ---------- | -------------- | ------------ | ---------- | ---------- | ---- | ---- |
| 2014年 | 雅頓車隊 | 蒙札 1 3 | 蒙札 2 5 | 阿拉貢 1 9 | 阿拉貢 2 | 摩納哥 1 7 | 斯帕 1 2 | 斯帕 2 4 | 莫斯科 1 18 | 莫斯科 2 | 紐伯林 1 20 | 紐伯林 2 8 | 匈牙利 1 2 | 匈牙利 2 3 | 萊卡斯泰萊 1 2 | 萊卡斯泰萊 2 | 赫雷斯 1 6 | 赫雷斯 2 4 | 亞軍 | 192  |

* 賽季進行中。

### 一級方程式賽車成績
（圖例）粗體為桿位出賽，斜體為最快圈速
| 賽季   | 車隊                 | 底盤          | 引擎                  | 1        | 2      | 3      | 4       | 5       | 6      | 7       | 8      | 9      | 10     | 11     | 12     | 13       | 14    | 15     | 16     | 17     | 18    | 19      | 20      | 21      | 22     | 23   | 24   | 排名  | 積分 |
| ------ | -------------------- | ------------- | --------------------- | -------- | ------ | ------ | ------- | ------- | ------ | ------- | ------ | ------ | ------ | ------ | ------ | -------- | ----- | ------ | ------ | ------ | ----- | ------- | ------- | ------- | ------ | ---- | ---- | ----- | ---- |
| 2017   | 紅牛第二車隊         | 红牛二隊STR12 | 红牛二隊1.6 V6t       | 澳       | 中     | 巴林   | 俄      | 西      | 摩     | 加      |        | 奧     | 英     | 匈     | 比     |          | 新    | 馬 14  | 日 13  | 美     | 墨 13 | 巴西 12 | 阿 16   |         |        |      |      | 第21  | 0    |
| 2018   | 紅牛第二車隊-本田    | 紅牛二隊STR13 | 本田RA618H 1.6 V6t    | 澳 Ret   | 巴林 4 | 中 18  | 12      | 西 Ret  | 摩 7   | 加 11   | 法 Ret | 奧 11  | 英 13  | 德 14  | 匈 6   | 比 9     | 14    | 新 13  | 俄 Ret | 日 11  | 美 12 | 墨 10   | 巴西 13 | 阿 Ret  |        |      |      | 第15  | 29   |
| 2019   | 奧斯頓·馬丁紅牛車隊  | 紅牛RB15      | 本田RA619H 1.6 V6t    | 澳 11    | 巴林 8 | 中 6   | Ret     | 西 6    | 摩 5   | 加 8    | 法 10  | 奥 7   | 英 4   | 德 14† | 匈 6   |          |       |        |        |        |       |         |         |         |        |      |      | 第7   | 95   |
| 2019   | 紅牛第二車隊-本田    | 紅牛二隊STR14 | 本田RA619H 1.6 V6t    |          |        |        |         |         |        |         |        |        |        |        |        | 比 9     | 11    | 新 8   | 俄 14  | 日 7   | 墨 9  | 美 16†  | 巴西 2  | 阿 18   |        |      |      | 第7   | 95   |
| 2020   | 艾法托利本田車隊     | 艾法托利AT01  | 本田RA620H 1.6 V6t    | 奥 7     | 15     | 匈 Ret | 英 7    | 周年 11 | 西 9   | 比 8    | 1      | 托 Ret | 俄 9   | 艾費 6 | 葡 5   | 艾米 Ret | 土 13 | 巴林 6 | 薩 11  | 阿 8   |       |         |         |         |        |      |      | 第10  | 75   |
| 2021   | 艾法托利本田車隊     | 艾法托利AT02  | 本田RA621H 1.6 V6t    | 巴林 17† | 艾米 7 | 葡 10  | 西 10   | 摩 6    | 亞塞 3 | 法 7    | 史 Ret | 奧 9   | 英 11  | 匈 5   | 比 6‡  | 荷 4     | Ret   | 俄 13  | 土 6   | 美 Ret | 墨 4  | 聖保 7  | 卡 11   | 沙 6    | 阿 5   |      |      | 第9   | 110  |
| 2022   | 艾法托利車隊         | 艾法托利AT03  | 红牛RBPTH001 1.6 V6t  | 巴林 Ret | 沙 8   | 澳 9   | 艾米 12 | 迈 Ret  | 西 13  | 摩 11   | 5      | 加 14  | 英 Ret | 奥 15  | 法 12  | 匈 12    | 比 9  | 荷 11  | 8      | 新 10  | 日 18 | 美 14   | 墨 11   | 圣保 14 | 阿 14  |      |      | 第14  | 23   |
| 2023   | 倍世淨水阿爾派F1車隊 | Alpine A523   | 雷諾E-Tech 23 1.6 V6t | 巴林 9   | 沙 9   | 澳 13† | 14      | 迈 8    | 摩 7   | 西 10   | 加 12  | 奥 10  | 英 18† | 匈 Ret | 比 11  | 荷 3     | 15    | 新 6   | 日 10  | 卡 12  | 美 6  | 墨 11   | 圣保 7  | 拉 11   | 阿 13  |      |      | 第11  | 62   |
| 2024   | 倍世淨水阿爾派F1車隊 | Alpine A524   | 雷諾E-Tech 24 1.6 V6t | 巴林 18  | 沙 Ret | 澳 13  | 日 16   | 中 13   | 迈 12  | 艾米 16 | 摩 10  | 加 9   | 西 9   | 奥 10  | 英 DNS | 匈 Ret   | 比 13 | 荷 9   | 15     | 12     | 新 17 | 美 12   | 墨 10   | 圣保 3  | 拉 Ret | 卡 5 | 阿 7 | 第10  | 42   |
| 2025年 | 倍世净水阿爾派F1車隊 | Alpine A525   | 雷諾E-Tech 25 1.6 V6t | 澳 11    | 中 DSQ | 日 13  | 巴林 7  | 沙 Ret  | 迈 138 | 艾米 13 | 摩     | 西     | 加     | 奥     | 英     | 比       | 匈    | 荷     |        |        | 新    | 美      | 墨      | 圣      | 拉     | 卡   | 阿布 | 第13* | 7*   |

* 賽季進行中。
†未完赛，但已完成赛事总里程的90%。
‡由於未能完成原定賽程的75%，車手只有一半分數。

## 外部連結
- 官方网站
- 皮埃爾·蓋斯利的X（前Twitter）
- 皮埃爾·蓋斯利 在DriverDB.com上的职业生涯数据（英文）

| 體育角色             | 體育角色                        | 體育角色             |
| -------------------- | ------------------------------- | -------------------- |
| 前任： 斯托弗·范多恩 | 雷諾方程式2.0歐洲盃 冠軍 2013年 | 繼任： 尼克·德弗里斯 |
| 前任： 斯托弗·范多恩 | GP2系列賽 冠軍 2016年           | 繼任： 現任          |